# Jordan River

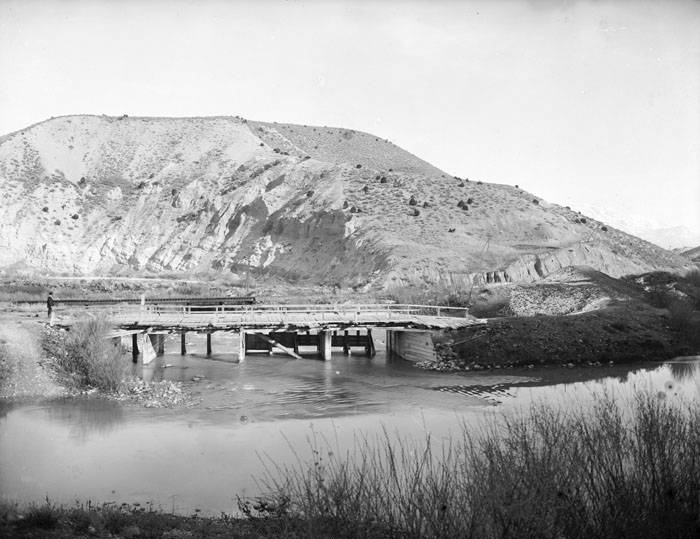
Een dam op de Jordan (bij Jordan River Narrows) in 1901

De Jordan is een 82 kilometer lange rivier in de Amerikaanse deelstaat Utah. De Jordan stroomt van Utah Lake (op 1368 m hoogte) naar het Grote Zoutmeer (1300 m). De rivier stroomt grotendeels noordwaarts door de Salt Lake Valley. Het gebied behoort tot de woestijn van het Grote Bekken en kent een relatief droog klimaat. Het debiet van de rivier wordt geregeld door pompen bij de uitlaat van Utah Lake. Vier van de zes grootste steden van Utah liggen op de oevers van de Jordan: Salt Lake City, West Valley City, West Jordan en Sandy. Meer dan één miljoen mensen leeft in het stroomgebied van de rivier. Tijdens het Pleistoceen maakte het gebied deel uit van het grote Bonnevillemeer.

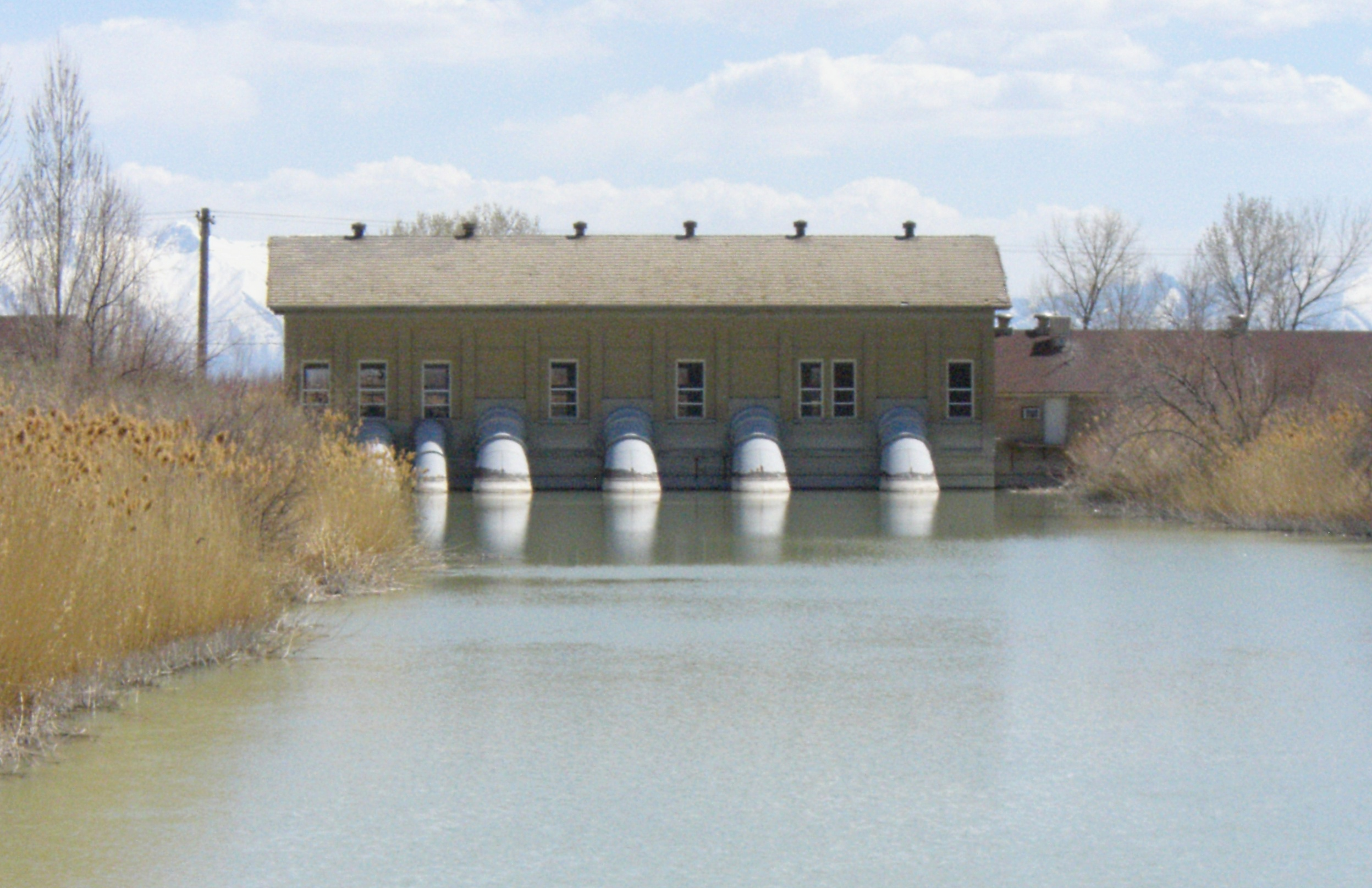
Pompstation bij de uitlaat van Utah Lake en de start van de Jordan

Mensen van de Desert Archaic Culture waren de eerste gekende inwoners van de streek. Er zijn archeologische vondsten die 3000 jaar oud zijn. Brigham Young en zijn Mormoonse pioniers waren de eerste Europees-Amerikaanse kolonisten die zich vestigden in de regio. Zij kwamen aan in juli 1847 en stichten er boerderijen en nederzettingen langs de Jordan en haar zijrivieren. Vanwege het droge klimaat en de nood aan water voor de groeiende bevolking en industriële ontwikkeling werden er grachten en kanalen gegraven en werden er dammen en pompen gebouwd zodat een relatief kunstmatige, sterk gereguleerde rivier ontstond.
- Library of Congress Control Number: sh91003495
- Nationale Bibliotheek van Israël: 987007530165005171
- Virtual International Authority File: 315131642